# Аруначал-Прадеш
Аруна́чал-Праде́ш (хинди अरुणाचल प्रदेश, «Земля залитых светом гор» [ərʊˈɳaːtʃəl prəˈdeːʃ], англ. Arunachal Pradesh) — штат на территории Северо-Восточной Индии. Столица и крупнейший город — Итанагар. Население — 1 382 611 человек (27-е место среди штатов; данные 2011 года). Штат является предметом территориального спора между Индией и Китаем (см. Южный Тибет).
Въезд иностранцев в этот штат не является свободным — им необходимо разрешение Министерства внутренних дел Индии; индийцы для его посещения обязаны иметь визу.

## География
Площадь территории штата — 83 743 км² (14-е место среди штатов Индии).
Он разрезается рекой Брахмапутра, которая спускается с Тибета, прорезая Гималаи и образуя широкую долину на низких высотах, а потом, спускаясь в Ассам, поворачивает в западном направлении.
Округа штата соответствуют долинам рек — притоков Брахмапутры, с запада на восток, реки разрезают территорию штата, делая её труднопроходимой.
- На западе вдоль реки Каменг расположены округа Таванг в верхнем течении реки на западе, Западный Каменг и Восточный Каменг.
- В бассейне реки Субансири расположены округа Курунг-Кумей (вдоль западных притоков Курунг и Кумей, Папум-Паре, Верхний Субансири, Нижний Субансири.
- В долине реки Сианг (которая считается основным течением Брахмапутры и берёт начало из Тибета) расположены округа Верхний Сианг, Западный Сианг, Восточный Сианг.
- В долине реки Дибанг расположены округа Верхняя долина Дибанг, Нижняя долина Дибанг.

С другой стороны, к востоку от реки Брахмапутра, и далее на юг, расположена другая группа округов.
- В долине реки Лохит расположены округа Лохит, Анджав.
- Южнее в долине реки Дихит расположен округ Чангланг.

В горах ещё южнее расположены округа Тирап и Лонгдинг.

## История
Ранняя история Аруначал-Прадеша мало изучена.
Упоминания об этой территории относятся только к XVI веку в хрониках Ахома. В исторических записях царств народностей монпа и шедрупкен о князьях северо-западной территориях говорится о государстве Монъюл народа монпа, которое существовало с 500 до н. э. по 600 н. э.

### Образование штата и линия Мак-Магона
В 1913—1914 годах в Шимле (Симле) проводились переговоры между Индией, Тибетом и Китаем. В соглашении была отмечена необходимость провести границу между Тибетом и британской Индией. При обсуждении разграничений между Британской Индией и Внешним Тибетом китайские представители не вмешивались, однако споры возникли при обсуждении границы между внешним и внутренним Тибетом. В итоге китайские представители отказались признать соглашение. Отказавшись подписать соглашение в Шимле, китайцы таким образом отказались признать и линию Мак-Магона. На новоприобретённых территориях британцами были созданы Полосы Северо-Восточной границы.
В 1937 году после проведённой топографической съёмки на карте отмечалась «линия Мак-Магона», которая продолжала публиковаться во всех последующих картах.
В 1950 году после образования КНР Индия официально объявила, что считает «линию Мак-Магона» действующей границей и, преобразовав Полосы северо-восточной границы в Агентство северо-восточной границы, потребовала от Тибета покинуть Таванг в 1951 году.
В 1962 году произошла Китайско-индийская пограничная война, при этом китайцы приостановили операцию. Индия образовала на спорных территориях отдельную Союзную территорию Аруначал-Прадеш. В 1986 году статус Аруначал-Прадеш был повышен до штата. Китай, однако, до сих пор считает большую часть территории штата своей по причине нечёткости англо-тибетских договорённостей с начала XX века.

## Население
Население штата 1 382 611 человек (2011). Официально зарегистрировано 82 народа. Большинство из них исповедуют тибетский буддизм. Христиане составляют 30,3 %.

## Административно-территориальное деление
Штат подразделяется на округа:
- Анджав
- Верхний Сианг
- Верхний Субансири
- Восточный Каменг
- Восточный Сианг
- Долина Дибанг
- Западный Каменг
- Западный Сианг
- Курунг-Кумей
- Лонгдинг
- Лохит
- Нижний Субансири
- Нижняя долина Дибанг
- Папум-Паре
- Таванг
- Тирап
- Чангланг

До 1972 года на этой территории находилось Агентство Северо-Восточной границы, которое делилось на округа Каменг, Субансири, Сианг, Лохит и Тирап. В 1980 году создан новый округ Долина Дибанг из части округа Лохит, округа Каменг и Сианг были разделены на западные и восточные участки, то же позже произошло и с округом Субансири (на Верхний и Нижний Субансири). В 1984 году из округа Западный Каменг был выделен новый округ Таванг, в 1987 году из округа Тирап был выделен новый округ Чангланг.
В 1999 году созданы округа Папум-Паре (из округа Нижний Субансири) и Верхний Сианг (из округа Восточный Сианг), в 2001 году — Курунг-Кумей (из округа Нижний Субансири) и Нижняя долина Дибанг (из округа Долина Дибанг), в 2004 году — Анджав (из округа Лохит), в 2011 — Лонгдинг (из округа Тирап).

## Туризм
Для посещения штата индийским гражданам требуется получение внутренней визы.
Иностранные туристы должны получить согласование от Министерства внутренних дел и разрешение на посещение областей с ограниченным доступом. Получение разрешения занимает около трёх недель, а само разрешение даётся на 10 дней (официально только через турагентство, в составе туристских групп от четырёх до четырнадцати человек).